# John Myhre
John Myhre (* 1959) ist ein US-amerikanischer Szenenbildner.
Myhre arbeitet seit den 1980er Jahren an Filmproduktionen mit, zunächst als Artdirector und seit den frühen 1990er Jahren auch als Szenenbildner.
Als Szenenbildner erlangte er im Filmgeschäft größere Bekanntheit durch das Szenenbild in Shekhar Kapurs Elizabeth, das ihm eine Oscar-Nominierung einbrachte und dazu führte, dass er für größere Filmproduktionen engagiert wurde. Nach Elizabeth wurde er noch vier weitere Male für den Oscar nominiert und gewann die Auszeichnung für Chicago und Die Geisha.

## Filmografie (Auswahl)
- 1994: Den Killer im Nacken (One Woman's Courage)
- 1996: Foxfire
- 1997: Anna Karenina
- 1997: Lawn Dogs – Heimliche Freunde (Lawn Dogs)
- 1998: Elizabeth
- 2000: X-Men
- 2001: Ali
- 2002: Chicago
- 2003: Die Geistervilla (The Haunted Mansion)
- 2005: Die Geisha (Memoirs of a Geisha)
- 2006: Dreamgirls
- 2008: Wanted
- 2009: Nine
- 2014: X-Men: Zukunft ist Vergangenheit (X-Men: Days of Future Past)
- 2016: The Great Wall